# Kristin Panzenhagen

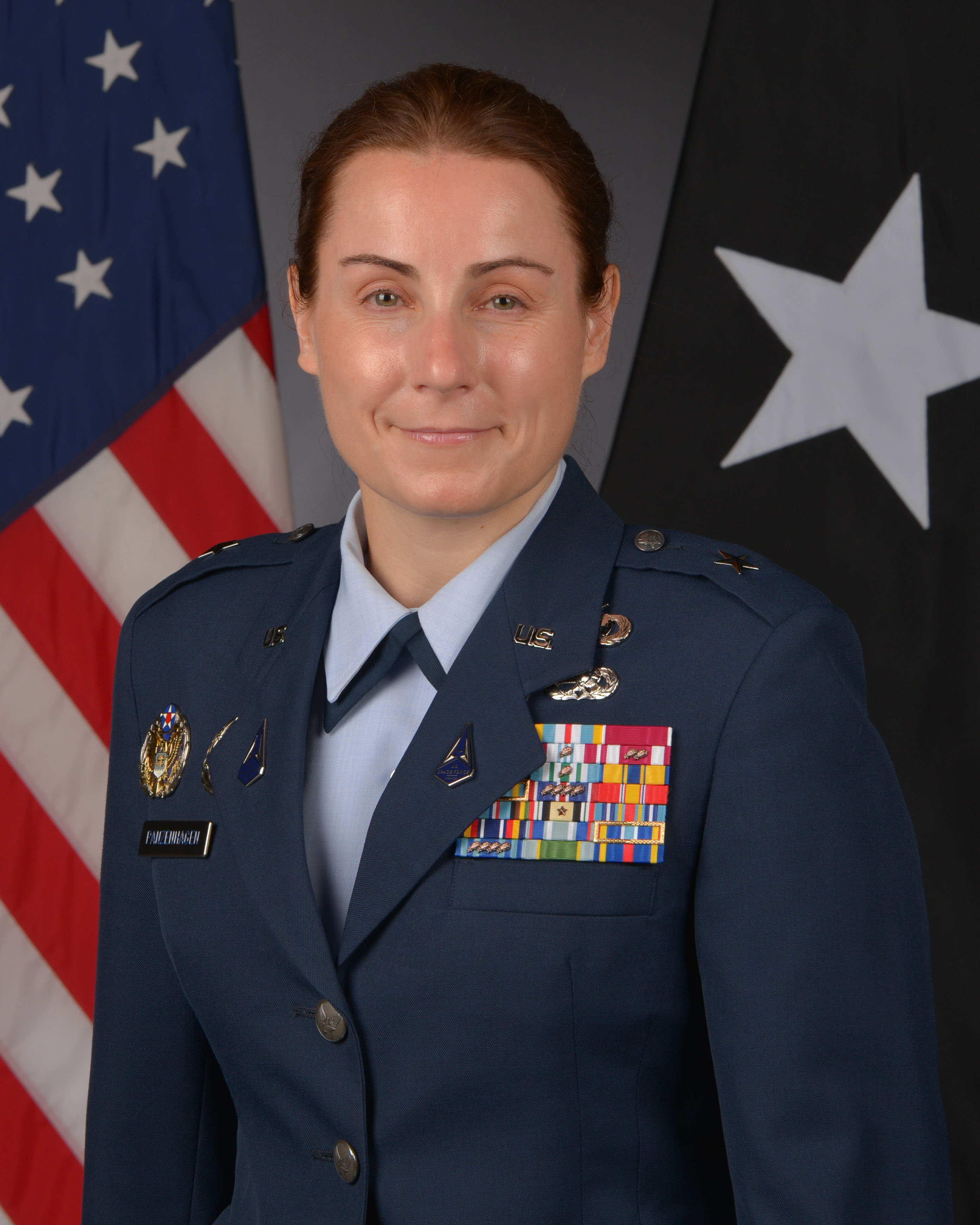
Kristin Lee Panzenhagen (2023)

Kristin Leigh Panzenhagen (* 27. Dezember 1978) ist ein US-amerikanischer Brigadier General der United States Space Force. Sie ist die Kommandeurin von Space Launch Delta (SLD) 45 und verantwortet damit einen von zwei Stützpunkten, von dem aus Satelliten des US-Militärs in den Orbit verbracht werden können.

## Leben
Kristin Panzenhagen studierte Luft- und Raumfahrttechnik an der Purdue University in West Lafayette, Indiana, und erwarb im Jahr 2000 ihren Bachelor. 2004 erwarb sie zusätzlich noch einen Master of Science am Air Force Institute of Technology auf der Wright-Patterson Air Force Base in Ohio. Ab Juli 2000 war sie in ihren ersten militärischen Verwendungen auf der Langley Air Force Base in Virginia als technischer Offizier der United States Air Force Pararescue eingesetzt. Nach ihrem Studium in Wright-Patterson wurde sie 2004 auf die Cape Canaveral Air Force Station in Florida versetzt und war dort mit der Vorbereitung und Durchführung von Raketenstarts betraut. Von Oktober 2009 bis Juli 2011 war sie als technische Beraterin im National Reconnaissance Office eingesetzt, bevor sie ihren Lehrgang für angehende Stabsoffiziere am Marine Corps Command and Staff College auf der Marine Corps Base Quantico, Virginia, absolvierte.
Anschließend war sie im Bereich der Beschaffung als Chief of Advanced Warfare Integration im Air Force Rapid Capabilities Office auf der Joint Base Anacostia-Bolling, Washington, D.C., eingesetzt. Dieses Büro setzt sich mit einsatzkritischen Beschaffungen auseinander, die den herkömmlichen Weg der Beschaffung von Wehrmaterial umgehen und direkt an den für Rüstung zuständigen Unterstaatssekretär im Pentagon berichten. Von Juni 2014 bis August 2016 war sie dann als Kommandeurin einer Staffel im National Air and Space Intelligence Center eingesetzt, welches Informationen über Bedrohungen sammelt, die aus der Luft, dem Weltraum und dem Internet wirken. Von August 2016 bis Juni 2017 war sie Lehrgangsteilnehmerin an der Eisenhower School in Fort Lesley J. McNair, bevor sie von Juni 2017 bis Juni 2019 im Air Force Lifecycle Management Center auf der Hanscom Air Force Base in Massachusetts die Abteilung für Raketenabwehr und Raketenwarnsysteme führte.
Danach war Panzenhagen zunächst bis Mai 2022 wieder am National Reconnaissance Office eingesetzt, bevor sie von Juni 2022 bis Juni 2021 als Senior Military Assistant direkt dem Undersecretary of the Air Force im Pentagon zuarbeitete. 2021 wechselte sie von der United States Air Force zur 2019 neu gegründeten United States Space Force. Im Juni 2023 übernahm sie ihre aktuelle Verwendung als Kommandeurin des Space Launch Delta 45. Damit einhergehend ist sie gleichzeitig auch Program Executive Officer for Assured Access to Space, Director, Eastern Range und Director of Launch and Range Operations for Space Systems Command auf der Patrick Space Force Base in Florida. Am 16. Dezember 2023 wurde sie in dieser Verwendung zum Brigadier General ernannt. Der Director, Eastern Range verantwortet in seinem Bereich alle Raketenstarts, unabhängig davon ob zivil oder militärisch, und ist hier die letzte Genehmigungsinstanz.
Space Launch Delta 45 verantwortete unter anderem den erfolgreichen Start von SpaceX Crew-9 am 28. September 2024 vom Space Launch Complex 40 zur ISS. Dieser Start war der erste in der Verantwortung der United States Space Force.